# 北费城站
北费城站（英語：North Philadelphia station (Broad Street Line)）是位于美国宾夕法尼亚州费城北部的区域铁路和城际铁路车站，有东北走廊经过。宾夕法尼亚州东南地区交通局通勤铁路特伦顿线和栗树山西线列车承载了车站大部分客流。此外在工作日每日有四班美铁列车（一班北上三班南下）停靠。
车站最初建于1870年，曾被称为纽约枢纽站和日耳曼敦枢纽站。1896年至1901年建成学院派建筑风格的现有车站站房。在经过1912至1915年的扩建后，车站更名北费城。尽管经过数次改造，车站客流量在二十世纪中后期显著下降：1991年，美铁在既有站房对侧新建小型站房，老站房在1999年改造后被登记为國家史蹟名錄并被改作商业用途。

## 历史

### 日耳曼敦枢纽站

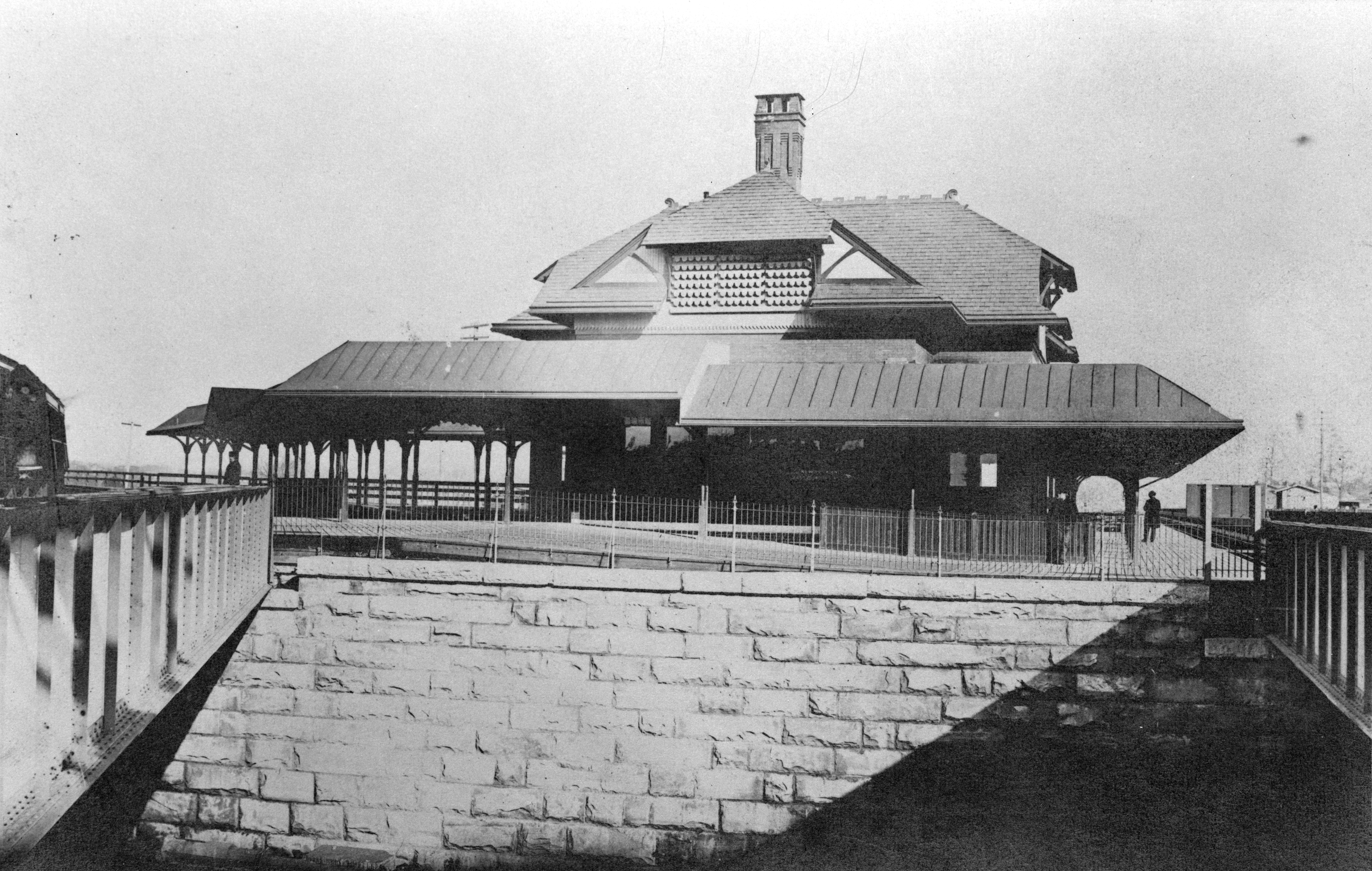
日耳曼敦枢纽站

宾夕法尼亚铁路（PRR）于1867年新建连接铁路以连接其干线（现费城至哈里斯堡主线）和费城和特伦顿铁路（现东北走廊的一部分），并于1870年代和费城和雷丁铁路本线立体交叉处设立纽约枢纽站（英語：New York Junction），设有今日依旧存在的信号楼。
1880年代，该宾州铁路车站被称为日耳曼敦枢纽站（英語：Germantown Junction）。而雷丁铁路则在西北侧建成16街车站，1890年迁址东南侧的亨廷顿街并成为现的北宽街站。日耳曼敦枢纽站站房建于两条侧线之间，共有两层，为安妮女王风格建筑：其较大的山墙被用作旅客挡雨用。

### 新车站

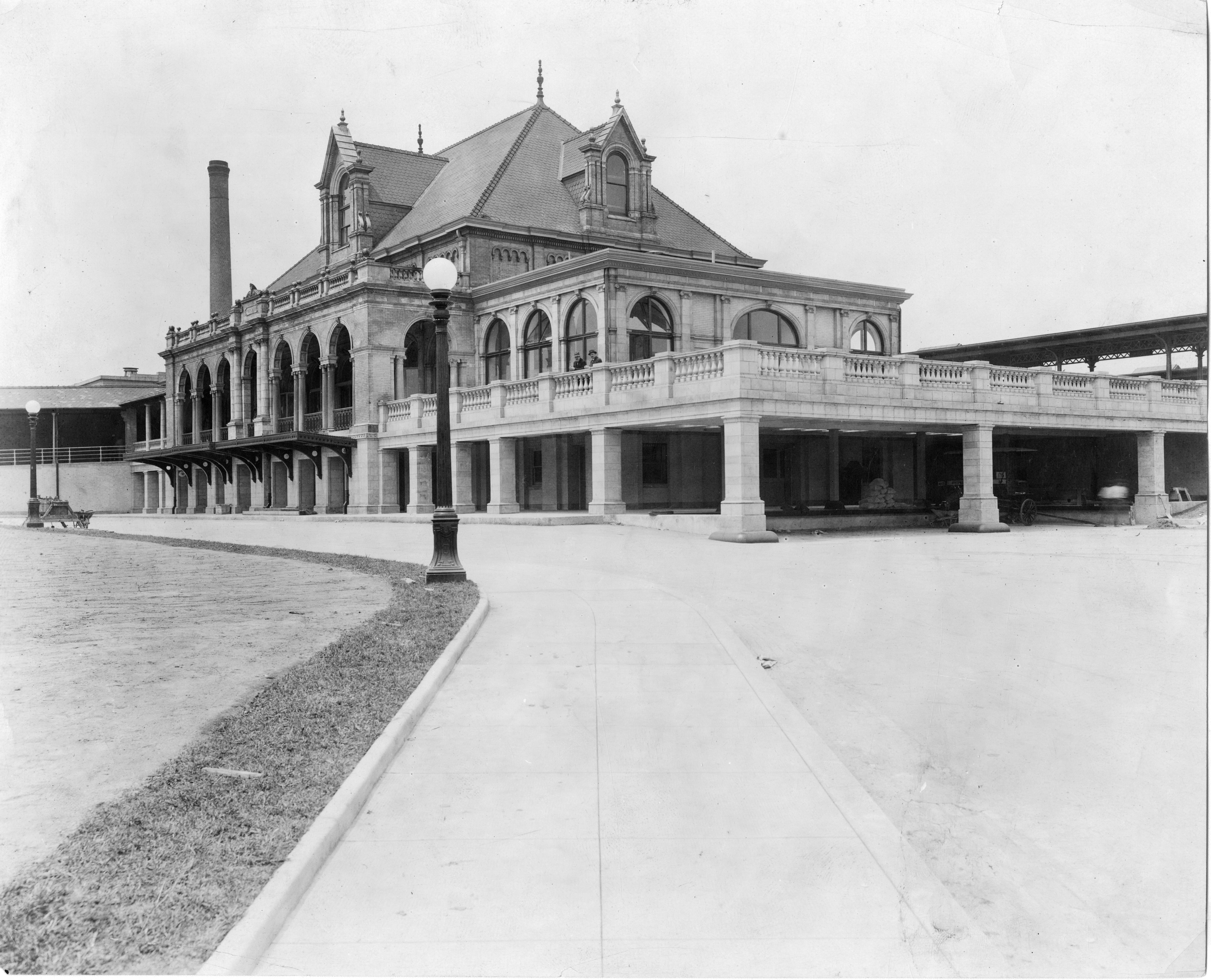
1915年改建后的北费城站，将原来的地下室改造成新的入口层

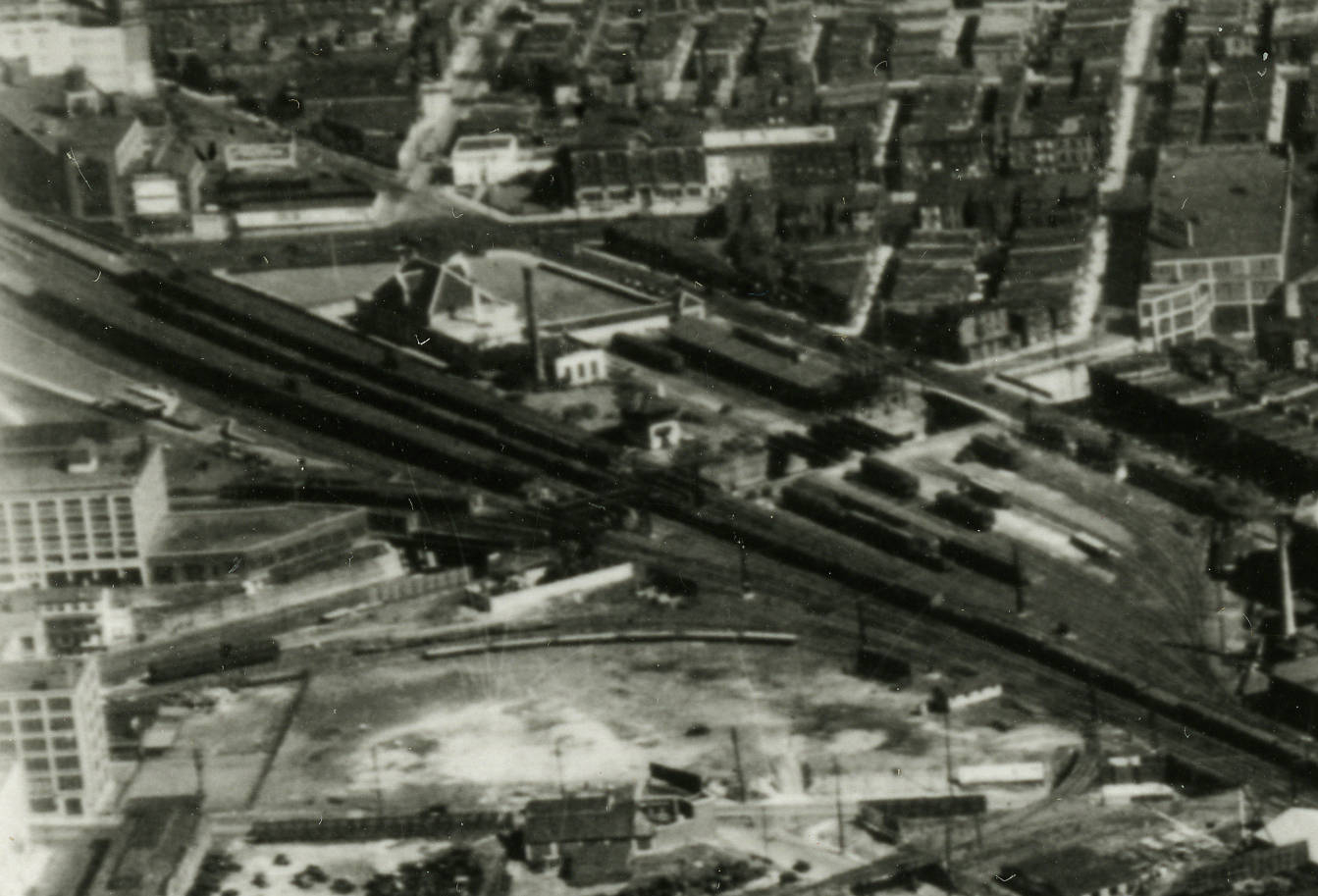
1929年的北费城车站

1890年代，随着费城北部的发展，车站逐渐变得拥挤起来。1896年建成的德里尔桥连接费城和南新泽西的度假村，进一步增加了本站的车流和客流。宾州铁路总裁乔治·布鲁克·罗伯茨决定利用这个机会聘请建筑师小西奥菲勒斯·帕森斯·钱德勒重建车站。新车站位于旧车站南侧的货场，空间更加充裕；同时可使乘客更易步行到达北宽街和格伦伍德大道上的有轨电车。
新车站工程于1896年5月奠基，但施工随后因罗伯茨生病而暂停。罗伯茨与次年1月逝世。之后的1896年恐慌使罗伯茨的继任弗兰克·汤姆森亦无继续工程。汤姆森于1899年逝世后，亚历山大·卡萨特在继任总裁后立刻开始了包括本站在内的线路和车站改造工程。
建成后，该站成为宾州铁路在费城的唯一一站，用于大多数长途东西向干线的交通，以避免掉头后方能前往宽街站。它还停靠往来华盛顿堡、栗树山、布斯特尔顿和特伦顿的慢车，以及滨州系统的西泽西岛和海滨铁路系统的各种列车。在建成后的十年内，车站已经人满为患。1912年6月22日，宾州铁路签署了一份价值百万美元的合同对车站进行大规模翻修。翻修工程由宾州铁路建筑师威廉·霍姆斯·库克曼设计，采用了当时最新的客运站设计标准。
车站站房南侧和东侧的地面被压低一层，露出原结构的地下室，以改善出租车和私家车接驳。站前广场增建雨棚一座，安装底部带有PRR Keystone图案的铸铁路灯。站房下层候诊室扩建、新建售票处建成，并建造了通往主候车室的大楼梯。地板上铺设水磨石和绿色大理石，墙壁贴有白色大理石护墙板；西翼增加了三个隔间以增加功能空间。
车站站场股道增加至8条，站台位于2/3道和6/7道间。中间正线供通过货车使用，而外侧到发线则供缓行火车使用；站场原来的侧式月台被和车厢地面平齐的岛式月台取代，由现浇混凝土建造，同时可让长到足以让12节车厢停靠。每座站台上设有10-英尺（3.0-）的候车室，其中北向站台长60英尺（18）、南向站台长80英尺（24）。候车室被铜皮覆盖，并设有大天窗。站台全部均有钢制雨棚覆盖，下方设有商店。除了进出站旅客地道外，站场西侧设有行李通道，和站台通过8座货运电梯链接。1915年车站改造完工后，车站被更名为北费城站（英語：North Philadelphia Station）。

### 衰落

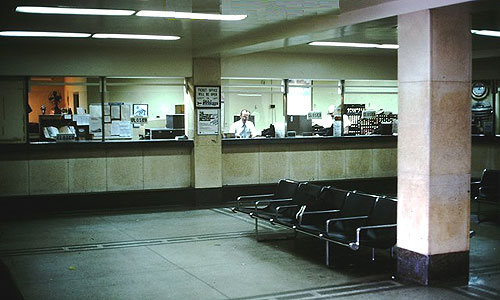
1978年的下层售票处

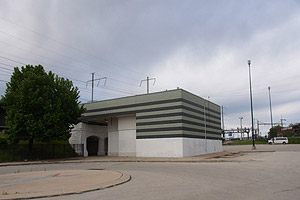
1991年建成的北简易站房

北费城在20世纪初继续发展，成为新贵的热门住宅区。附近有两个球场（贝克碗球场和Shibe公园），还有新的文化机构和汽车工业建筑。1928年，地铁宽街线在北费城站附近设站，北入口位于格伦伍德大道和宽街交叉口，和铁路车站通过地下通道连接，为铁路旅客前往费城市中心提供更频繁的服务；同时雷丁铁路宽街站启用，代替了原亨廷顿大街站：北宽街站站房为古典复兴建筑风格，可与宾州铁路车站相媲美。30街车站于1933年开通，降低了本站的重要性，但本站继续为通勤列车和长途列车提供服务。
1942年左右车站进行了内部改造。主候车室的女候车室由东侧移至西侧，并在西翼增加了一个隔间。同时建造了一个占据了候车室的三分之一的用餐区，其厨房使用了以前的卫生间部分。咖啡厅和楼梯也相应进行了改造。
二战后，北费城地区遭受工业衰落问题；同时由于私家车的竞争，宾州铁路减少了本地和长途服务班次，进一步降低了车站的重要性。由于市议会的坚持，车站于1955年左右增加了自动扶梯和新的吊顶。站前广场于1968年重新规划。
车站于1976年3月发生火灾。美铁于1977年出资314,000美元对车站进行修复。屋顶和门廊被重建，三个天窗中的两个被拆除并增加了新的洗手间，站台和候车室也得到了修复。凉廊、窗户和其他开口都用煤渣块和砖块覆盖。
1980年代，费城市和美铁计划和私人资本合作进行翻修，但并未实现。1991年，美铁在线路北侧、进出站地道入口修建混凝土和玻璃组成的小型站房，并封闭旅客地道南侧出入口。1999年，原车站大楼耗资700万美元进行翻新后被改作商业空间。用作停车场的原站前广场于西侧的斜坡上继续扩建。西侧的机务段和电车站的有盖匝道被拆除。车站东侧建成一座带状购物中心。目前不存的地铁链接地道可能在此次改造中被填埋。1999年7月8日，1901年建成的老站房被列入國家史蹟名錄。
作为其紧缩措施的一部分，美铁与2001年4月关闭。蓄意破坏也迫使站台直梯被关闭；同年，SEPTA因费城方向的客流量过低提议关闭车站。然而，特拉华谷铁路乘客协会的支持者宣称，不少从栗树山西线换乘特伦顿线和美铁前往特伦顿和纽约的通勤者需频繁地使用该站，成功说服SEPTA保留车站暂时开放。2005年，尽管未有做出是否保留车站的决定，SEPTA计划对车站破败的站台进行维护工程。
2010年，地铁北费城站改造工程完工，重启了位于格伦伍德大道的出入口。

## 车站结构

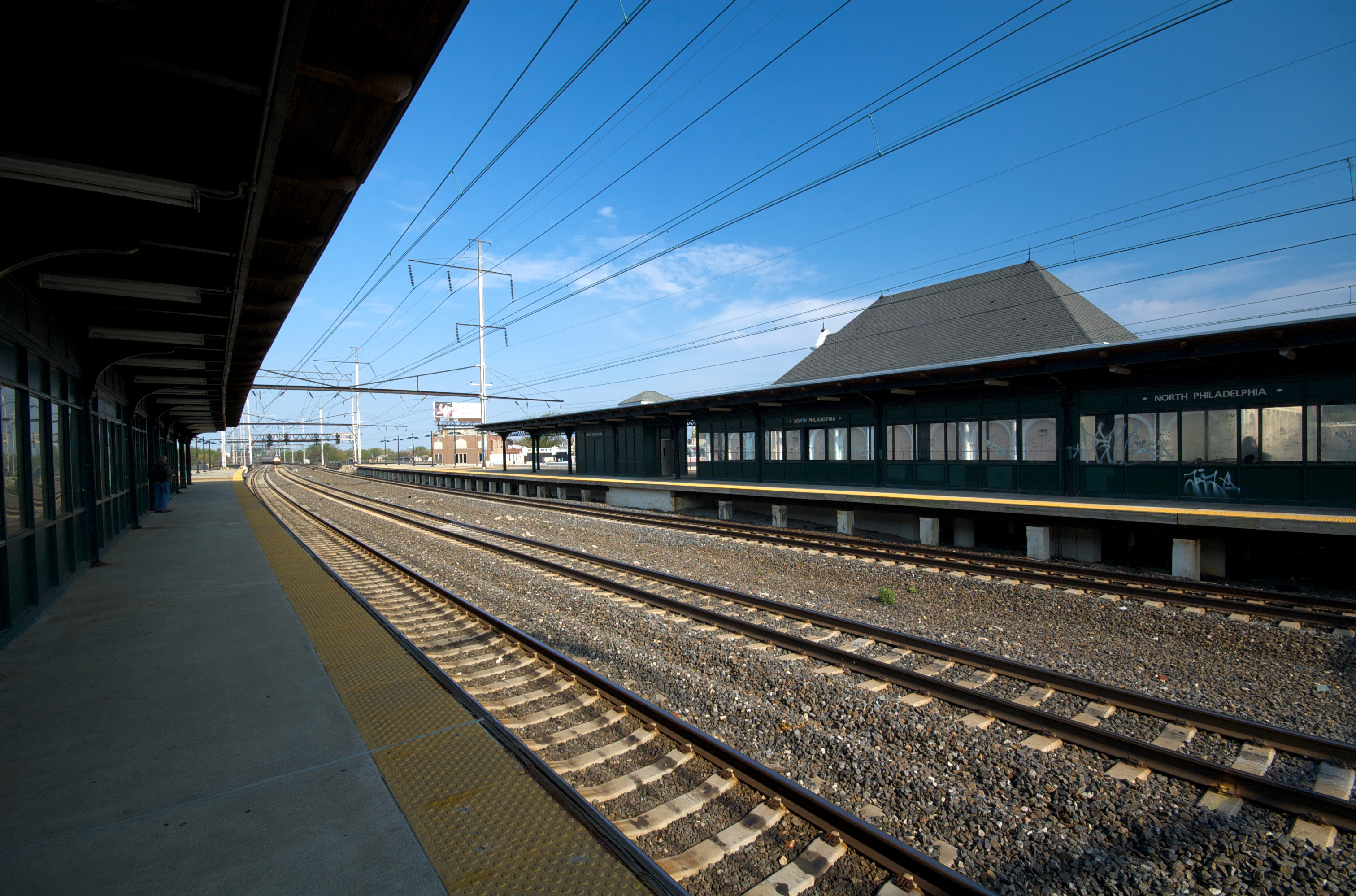
东北走廊部分站场

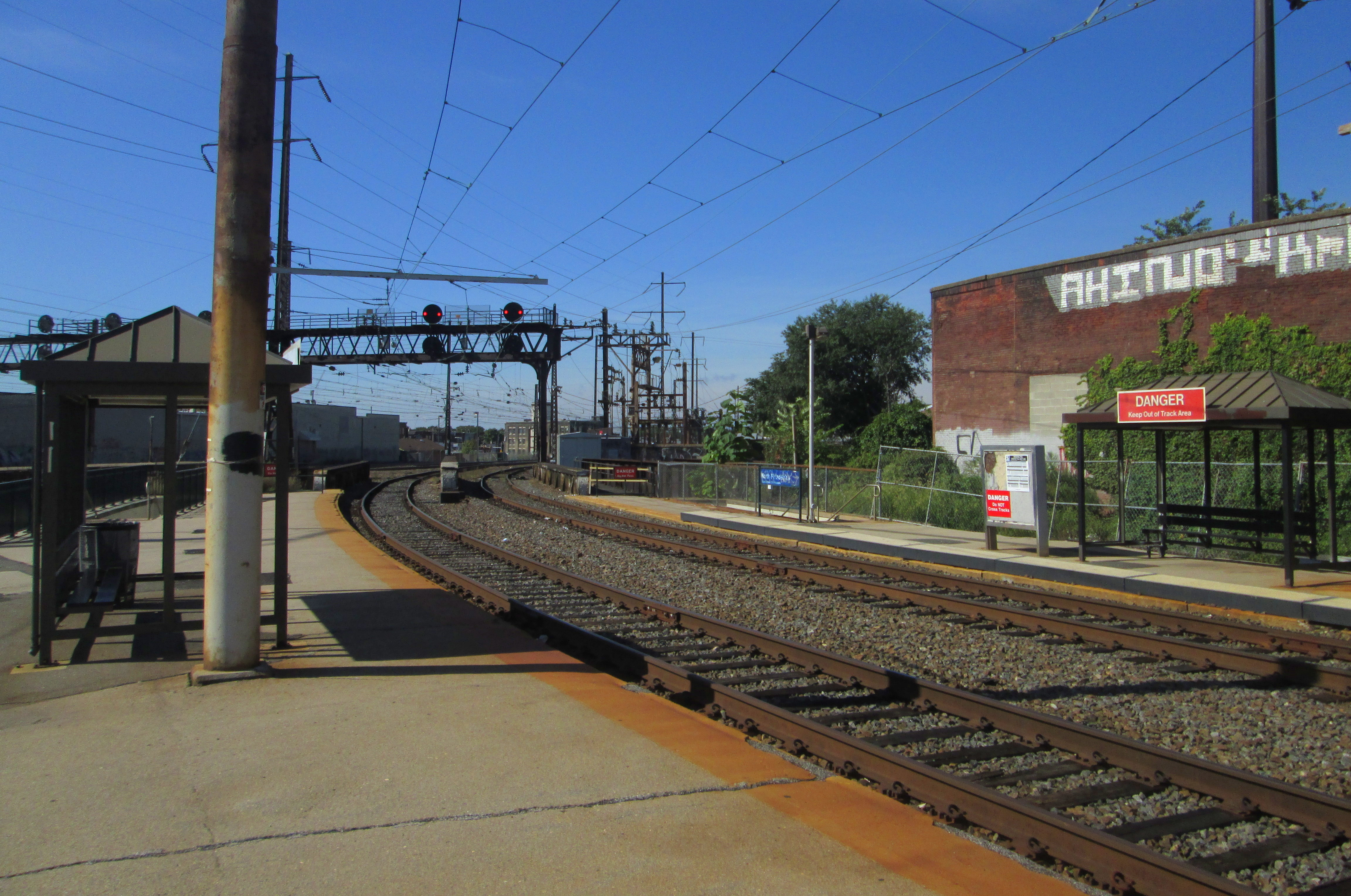
栗树山西线站台

车站分为东北走廊部分和栗树山西线部分。东北走廊部分设有4条股道、2座岛式站台：其中一条股道不靠站台，剩余三条股道有SEPTA特伦顿线和工作日运行的四班美铁列车停靠；此外最南侧还有一条货运线，有CSX和诺福克南方铁路货车经过。栗树山西线部分位于东北走廊站场西北侧，设有2座低站台，供栗树山西线使用。北费城站于1993年起成为无人站。整个车站往费城方向客流较少，然而往纽约和新泽西方向客流较多，且有部分栗树山线旅客在此换乘。
车站附近还设有SEPTA本线（原属雷丁铁路）的北宽街站和SEPTA地铁宽街线的北费城站。
| 站台     | |                          |
| 通过线   | ← 货运列车 → |                          |
| 北上     | ← ■SEPTA特伦顿线列车往特伦顿（布莱德斯堡） ← ■美鐵东北区域号、拱心石号往纽约 （康沃尔高地）（费城30街）→ ← 新泽西捷运大西洋城线列车不停靠本站 |                          |
| 岛式站台 | |                          |
| 北上     | ← ■SEPTA特伦顿线列车往特伦顿（布莱德斯堡） ← 美铁不停站列车 ← 新泽西捷运大西洋城线列车不停靠本站                                              |                          |
| 南下     | ← 美铁不停站列车 → ← 新泽西捷运大西洋城线列车不停靠本站 →                                                                                     |                          |
| 南下     | ← ■美鐵拱心石号往哈里斯堡 （费城30街） → ← ■SEPTA特伦顿线列车往天普大学（费城30街） →                                                         |                          |
| 侧式站台 | |                          |
| 侧式站台 | |                          |
| 下行     | ← ■SEPTA栗树山西线列车往栗树山西（皇后巷） |                          |
| 上行     | ← ■SEPTA栗树山西线列车往天普大学 （费城30街） →                                                                                               |                          |
| 侧式站台 | |                          |
| G        | 路面 | 出入口、巴士、进出站地道 |